# Mushiko
Mushiko est une localité de la province du Kasaï Central en République démocratique du Congo (-6° 3' 0.00" S, +21° 28' 60.00" E).
Mushiko est la ville de naissance d'Antoine Gizenga, premier ministre congolais (RDC) de 2006 à 2008.